# Rotherfield Greys
Rotherfield Greys is een civil parish in het bestuurlijke gebied South Oxfordshire, in het Engelse graafschap Oxfordshire met 350 inwoners.

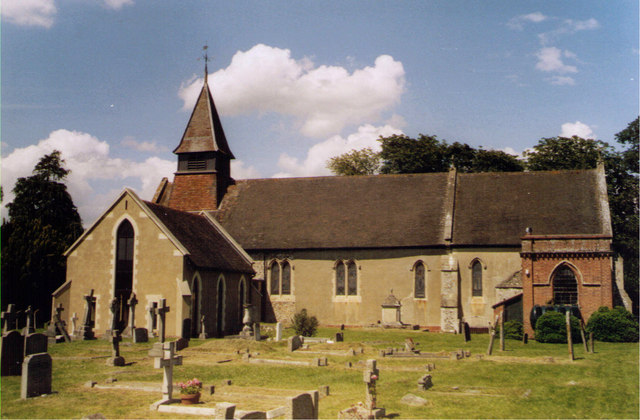
Kerk van St Nicholas